# Hygieia
Hygieia (řecky Ὑγιεία) nebo Hygeia (řecky Ὑγεία) či počeštěně Hygia, je v řecké mytologii dcera boha Asklépia a Epione. Je bohyní zdraví, čistoty a také bohyně Měsíce. Hygieia byla součástí kultu v 7. století př. n. l. Z jejího jména je odvozené moderní slovo hygiena. Hippokratova přísaha začíná (také) přísahou na Hygieiu. Sestry Meditrine a Panakeia symbolizují jednotlivé stránky zdraví: léčení a hojení. Bratr Telesforos představuje síly uzdravení. Její sestra Panakeia je kromě bohyně lékařů také bohyně čarodějnic.
V římské mytologii jí odpovídá bohyně Salus, v keltské jí odpovídá Sirona.

## Atributy
Součástí jejích soch nebo obrazů je had, který omotává její tělo a je symbolem léčení. Dalším symbolem je miska, ze které had pije nebo někdy také roh hojnosti.

## Hygieia v českém umění
Její sochu často nacházíme v lázeňských budovách:
- samotnou, drží nádobu s vodou:
  - socha Hygieia u Vřídla v Karlových Varech,
  - nad pramenem kyselky v Klášterci nad Ohří

- napájí hada či vodní ptactvo:
  - na terase zámku v Černé Hoře
  - ve štítu domu v Jičíně

- v doprovodu otce Asklépia, sestry Panakéiy:
  - v budově Císařských lázní ve Františkových Lázních
  - na portálu bývalé lékárny v Myslíkově ulici v Praze na Novém Městě

dále například:
- ve vestibulu děkanátu 1. lékařské fakulty Karlovy Univerzity v Praze.

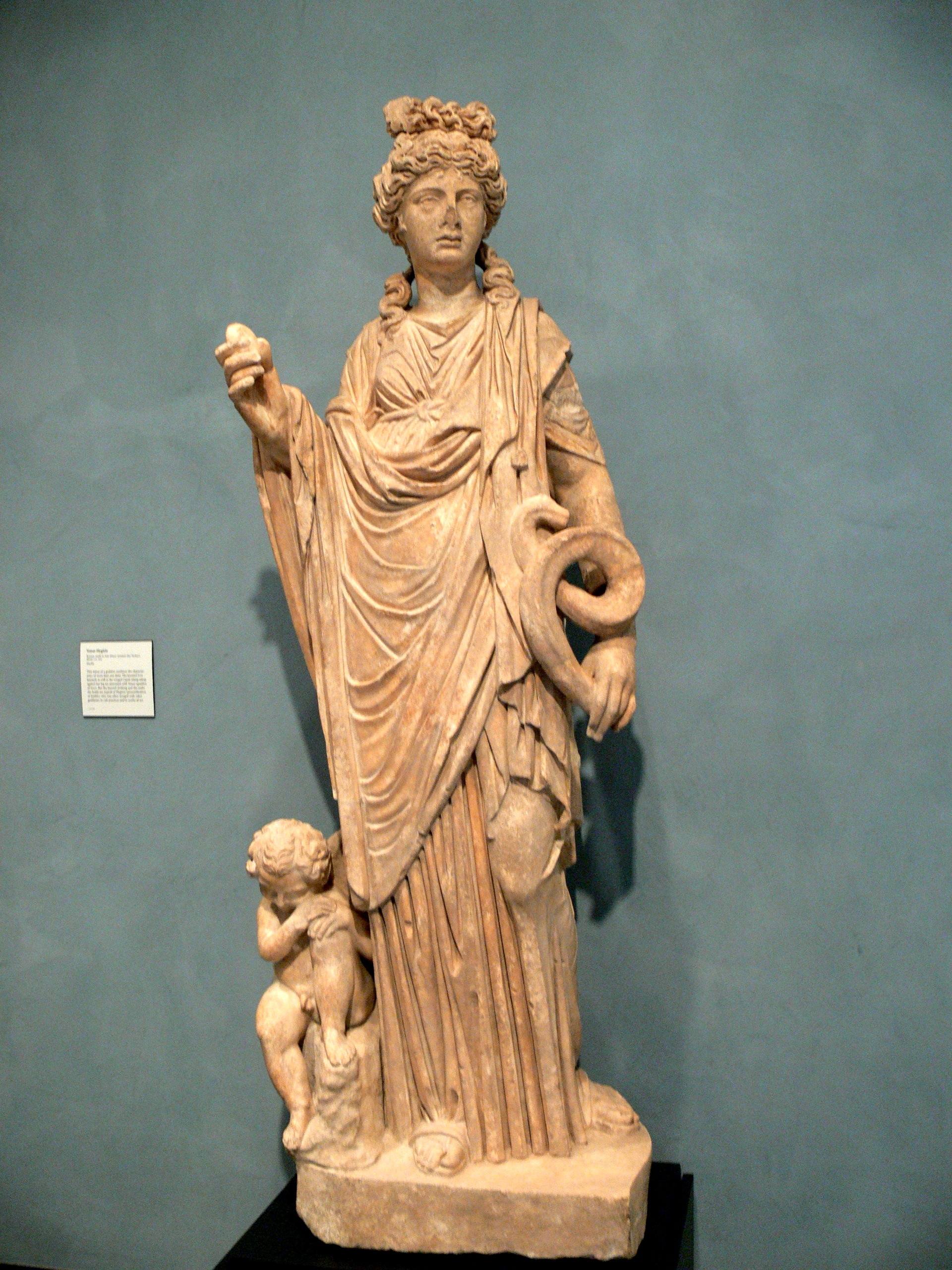
Hygieia, rok 200 (Getty Villa)
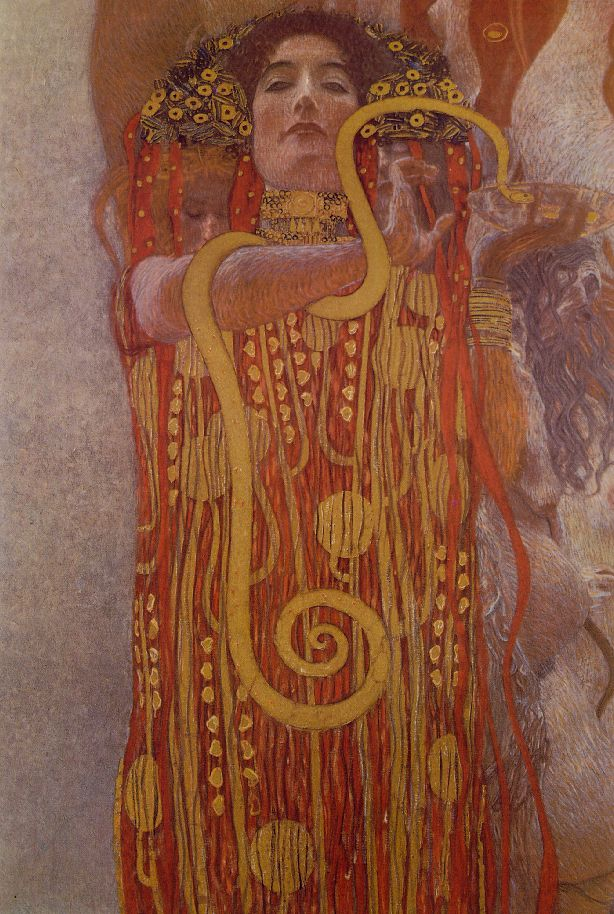
Hygieia jako Medicine, Klimtova malba, 1901
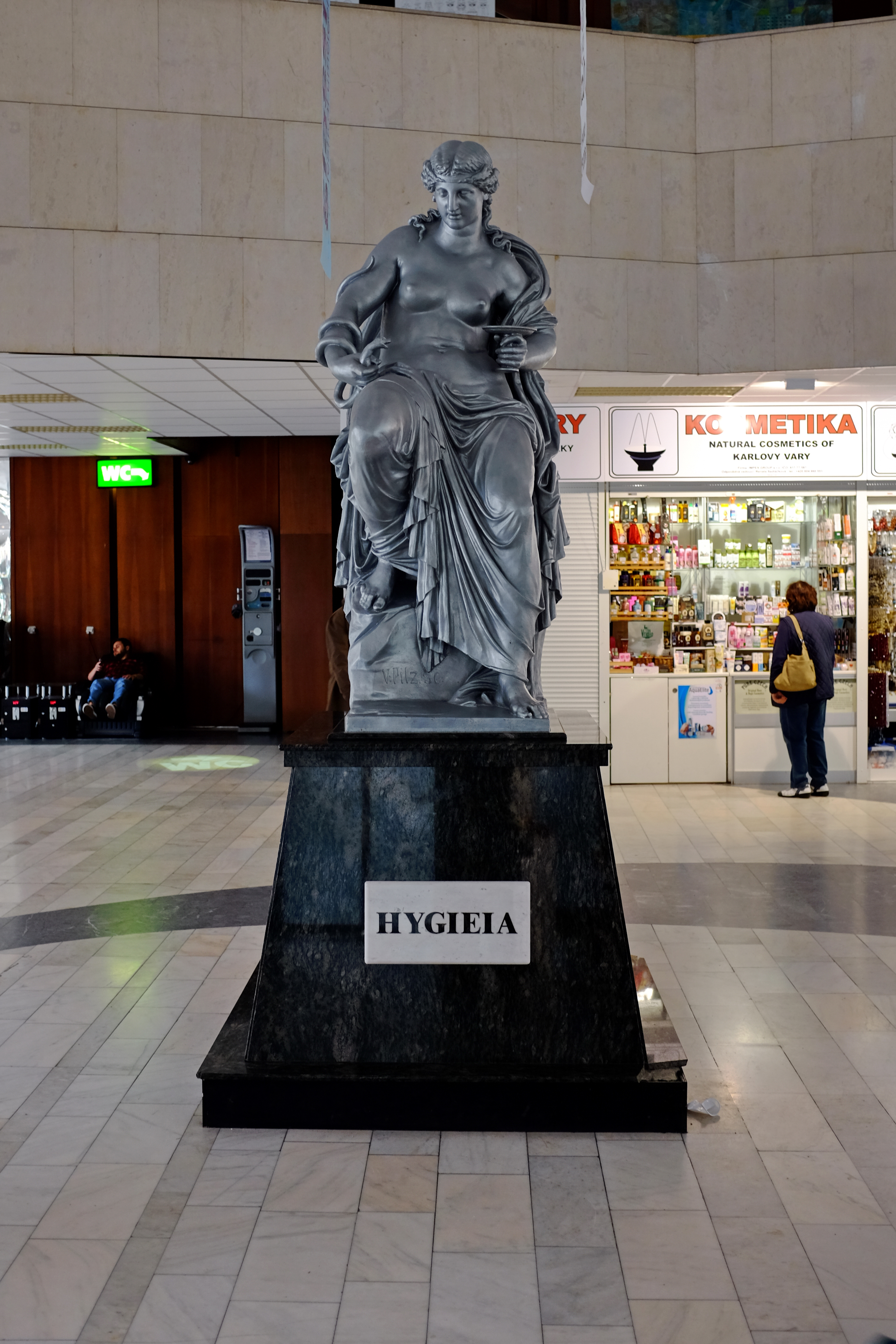
Plastika Hygiei ve Vřídelní kolonádě v roce 2017